# Pierluigi Chicca
Pierluigi Chicca (ur. 22 grudnia 1937 w Livorno, zm. 18 czerwca 2017 w Rzymie) – włoski szablista, trzykrotny medalista olimpijski i wicemistrz świata.
Na igrzyskach olimpijskich w Rzymie w 1960 roku razem z Giampaolo Calanchinim, Wladimiro Calarese, Mario Ravagnanem i Roberto Ferrarim zajął drużynowo trzecie miejsce. Indywidualnie odpadł w drugiej rundzie. Na rozgrywanych cztery lata później igrzyskach olimpijskich w Tokio reprezentacja Włoch w składzie: Wladimiro Calarese, Giampaolo Calanchini, Pierluigi Chicca, Mario Ravagnan i Cesare Salvadori zdobyła drużynowo srebrny medal. W turnieju indywidualnym był dziewiąty. Brał też udział w igrzyskach olimpijskich w Meksyku w 1968 roku, gdzie razem z Rolando Rigolim, Wladimiro Calarese, Michele Maffeim i Cesare Salvadorim ponownie zdobył srebrny medal drużynowo. Indywidualnie tym razem nie startował.
Podczas mistrzostw świata w Paryżu w 1965 roku wspólnie z Giampaolo Calanchinim, Wladimiro Calarese, Cesare Salvadorim i Paolo Narduzzim zdobył drużynowo srebrny medal. Był to jego jedyny medal w zawodach tego cyklu.
Po zakończeniu kariery pracował jako trener. Prowadził między innymi reprezentacje Meksyku, Egiptu, Hiszpanii, Włoch (IO 2000) i Brazylii (IO 2012).